# Barleria smithii
Barleria smithii är en akantusväxtart som beskrevs av Alfred Barton Rendle. Barleria smithii ingår i släktet Barleria och familjen akantusväxter. Inga underarter finns listade i Catalogue of Life.